# Oreste Kirkop

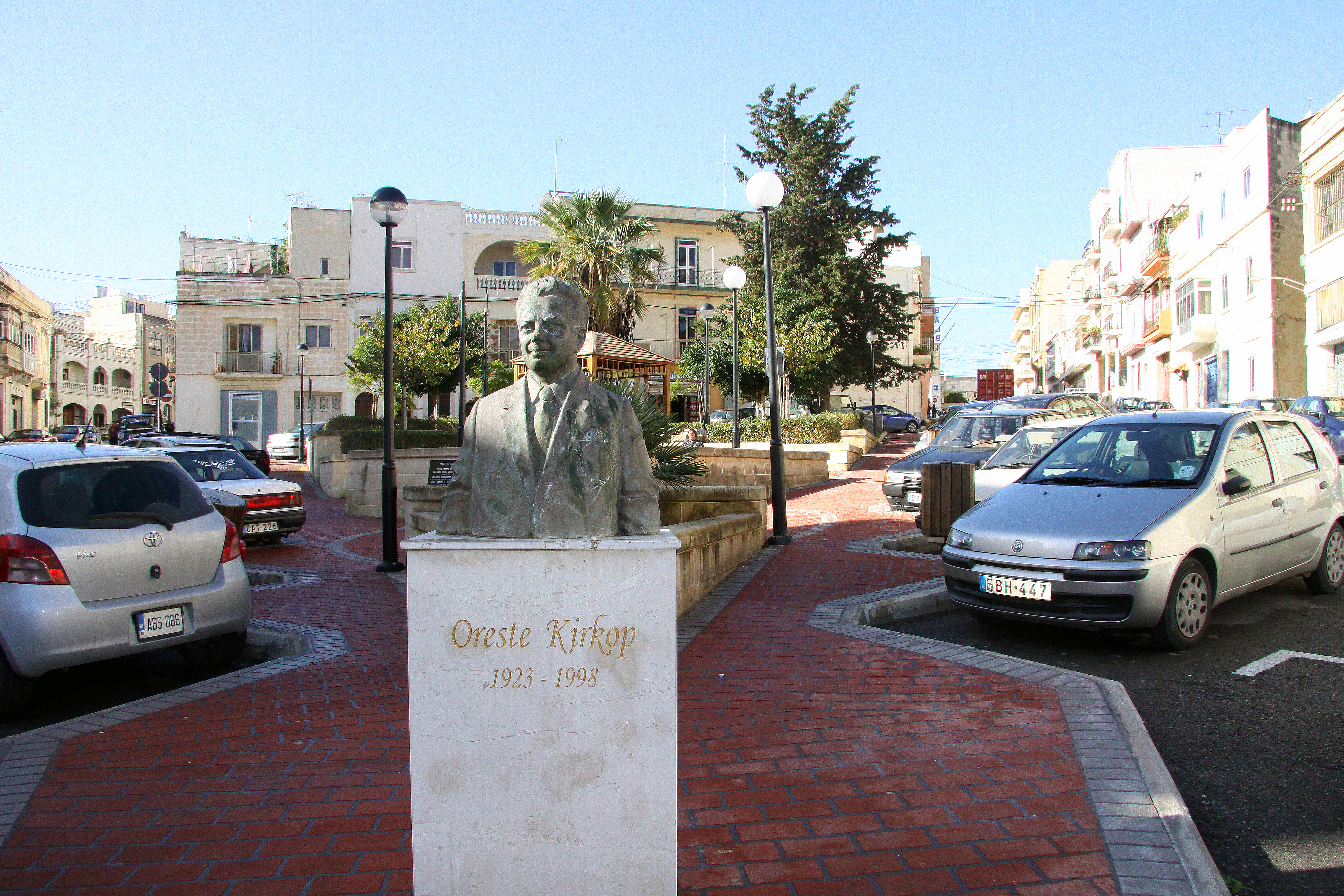
Denkmal für Oreste Kirkop in Ħamrun, Malta.

Oreste Kirkop (eigentlich Oreste Chircop; * 26. Juli 1923 in Ħamrun; † 10. Mai 1998) war ein maltesischer Opernsänger (lyrischer Tenor).

## Leben
Er war das sechste von zehn Kindern des Jean Chircop und dessen Frau Fortunata Panzavecchia. Oreste entdeckte sein Gesangstalent, als er während des Zweiten Weltkriegs in den Bunkern Maltas sang. Danach nahm er Gesangsunterricht bei Nicolo Baldachino. Als Sänger debütierte er am 25. Februar 1945 im Radio City Opera House in Ħamrun als Turiddu in Cavalleria Rusticana. 1948 lernte er den Bariton Joseph Satariano kennen, der ihn ermutigte, Opernsänger in Großbritannien zu werden. Von 1949 bis 1950 sang Oreste Kirkop in verschiedenen italienischen Gesangsensembles gastweise Opern und trat in Konzerten mit Tito Gobbi und Maria Caniglia auf. 1950 zog er in das Vereinigte Königreich und sang Hauptrollen in der Carl Rosa Opera Company, um 1952 auch mit Sadler’s Wells, darunter den Turiddu, Mario Cavaradossi, und den Rodolfo in Luisa Miller. 1954 gab er sein Debüt in Covent Garden als Herzog in Rigoletto und kurz darauf als Rodolfo in La Bohème.
Im Jahr 1956 spielte er die Hauptrolle des François Villon in dem Film Der König der Vagabunden. Er trat in Aufführungen von Opern in Las Vegas sowie in der Hollywood Bowl auf. Im Fernsehen sang und spielte Oreste Kirkop in den von NBC produzierten bahnbrechenden Operninszenierungen der Madame Butterfly, La traviata und des Rigoletto.
Im Jahr 1958 kehrte er an den Covent Garden zurück. 1960 zog er sich auf Anraten seiner Ärzte vollständig aus dem Konzertbetrieb zurück.

## Privatleben
Oreste Kirkop hatte seine Frau Therese am 15. August 1963 in Malta geheiratet. Mit ihr hatte er zwei Töchter.